# Herman Doumnan
Herman Doumnan (sinh ngày 25 tháng 9 năm 1982) là một cầu thủ bóng đá người Tchad. Anh có 9 lần ra sân cho Đội tuyển bóng đá quốc gia Tchad.